# Jan Kiesser
Jan E. Kiesser is een Canadese cameraman. 

## Levensloop
Hij werd geboren onder de naam Jan E. Kiesser in Winnipeg, Canada. Op vijfjarige leeftijd verhuisde Kiesser met zijn familie naar Los Angeles. Daar diende hij in het Amerikaanse leger en was gestationeerd in Duitsland. Vervolgens studeerde hij aan de UCLA. Na zijn studie startte Kiesser in 1970 zijn carrière als cameraman. Als zodanig ging hij veertien jaar later in de filmindustrie aan de slag en debuteerde met de film Choose Me. In 1994 keerde Kiesser terug naar Canada en sindsdien is hij actief als cameraman in zowel Canadese als Amerikaanse films.

## Filmografie (selectie)
- 1984: The River Rat
- 1985: Fright Night
- 1987: Some Kind of Wonderful
- 1987: Made in Heaven
- 1989: Dad
- 1991: V.I. Warshawski
- 1994: Mrs. Parker and the Vicious Circle
- 1995: Georgia
- 1996: Bad Moon
- 2000: Dr. T & the Women
- 2005: Beowulf & Grendel
- 2005: Reefer Madness
- 2006: The Fast and the Furious: Tokyo Drift
- 2006: Fido
- 2009: The Thaw
- 2009: Scooby-Doo! The Mystery Begins

## Prijzen en nominaties
Prijzen
- Leo Award voor Fido (2006)

Nominaties
- Primetime Emmy Awards 2003 wegens Outstanding Cinematography for a Miniseries or Movie